# Coenochilus bifoveolatus
Coenochilus bifoveolatus är en skalbaggsart som beskrevs av Leon Fairmaire 1888. Coenochilus bifoveolatus ingår i släktet Coenochilus och familjen Cetoniidae. Inga underarter finns listade i Catalogue of Life.